# ميركو رادوفانوفيتش
ميركو رادوفانوفيتش هو لاعب كرة قدم صربي في مركز الدفاع، ولد في 5 أبريل 1986 في تشاتشاك في صربيا. لعب مع جيلييزنيتشار ساراييفو ونادي ترنتشين.

## وصلات خارجية
- ميركو رادوفانوفيتش على موقع قاعدة بيانات كرة القدم.إي يو (الإنجليزية)
- ميركو رادوفانوفيتش على موقع Soccerway.com (الإنجليزية)